# Lehrkräftebildung
Die Lehrkräftebildung oder Lehrerbildung umfasst die Aus-, Fort- und Weiterbildung von Schullehrern in verschiedenen Formen. In der Lehrkräftebildung geht es um eine professionelle Aneignung von Kompetenzen, die zum Unterrichten, Erziehen, Beurteilen und Innovieren erforderlich sind.

## Lehrerbildung in verschiedenen Bildungssystemen
International unterscheidet sich die Lehrkräftebildung erheblich. So gibt es Bildungssysteme wie in der Bundesrepublik Deutschland mit sehr langer Ausbildung (je nach Lehramt mindestens fünf bis sieben Jahre) und geringer Verpflichtung zur Fortbildung und andere mit kürzerer Ausbildung, kurzem (12 Monate im Bildungssystem in den Niederlanden) oder fehlendem Vorbereitungsdienst und kompensatorisch höherer Fortbildungspflicht. In manchen Staaten sind Ein-Fach-Lehrer (z. B. Bildungssystem in Frankreich, Bildungssystem in Russland) üblich, andere verlangen mindestens zwei Unterrichtsfächer oder streben für bestimmte Stufen wie die Primarstufe eine allgemeine Unterrichtsfähigkeit an. Einige Bildungssysteme setzen auf eine hohe fachliche Ausbildung auf Hochschulniveau (Deutschland), andere versuchen mehr die pädagogische Qualifikation zu stärken.
In der Bildungsgeschichte wird die historische Entwicklung der Lehrkräftebildung als eines der Hauptmerkmale von Bildungssystemen untersucht. In Deutschland ist der Vergleich mit dem ehemaligen Bildungssystem der DDR vor allem bei den Ostdeutschen ständig gegeben. Dort war die Lehrkräftebildung zentral einheitlich, die Ausbildung einphasig und die Fortbildung obligatorisch, aber vollständig im Dienst einer Staatsideologie.

## Deutschland

### Phasen der Lehrerbildung
In der Bundesrepublik Deutschland unterscheidet man folgende Phasen der Lehrerbildung:
- Die Lehrerausbildung umfasst eine erste und eine zweite Phase, das Studium an der Hochschule und das Referendariat / den Vorbereitungsdienst
  - Das Lehramtsstudium, als erste Phase der Lehrerausbildung, erfolgt an Universitäten oder Pädagogischen Hochschulen (letzteres nur in Baden-Württemberg) und wird in der Regel nach mindestens neun bzw. sieben Semestern mit dem Ersten Staatsexamen oder dem Master of Education abgeschlossen. Für die Bildungswissenschaften und die fachinhaltlichen Anforderungen gibt es Bildungsstandards der Kultusministerkonferenz.
  - Das Referendariat (höherer Dienst), die zweite Phase, erfolgt an Studienseminaren bzw. der Vorbereitungsdienst (gehobener Dienst) in Ausbildungsseminaren. In einigen Ländern gibt es diesen Unterschied nicht mehr.
  - Der Abschluss des Studiums mit der Berufsfähigkeit wird durch das „Zweite Staatsexamen“ erreicht.

Danach folgen
- Lehrerfortbildung (engl. teachers' advanced training) in diverser Trägerschaft, Anerkennung durch Landesinstitute der Bildungsministerien ist Voraussetzung für Dienstbefreiung; gelegentlich auch als „dritte Phase“ der Lehrerausbildung bezeichnet
- Lehrerweiterbildung[2] (in-service further training for teachers) als Sonderform der Lehrerfortbildung mit dem Erwerb neuer Lehrbefähigungen (z. B. weiteres Unterrichtsfach, Qualifikation als Beratungslehrer… über Prüfungen, Zertifikate) durch die Landesinstitute der Bundesländer oder Hochschulen

Die Lehrkräftebildung wird in fast allen Bundesländern nach Schulformen und Schulstufen differenziert.

### Landesinstitute der Lehrkräftebildung
Quelle:
- Landesinstitut für Schulentwicklung (BaWü, aufgelöst)
- Zentrum für Schulqualität und Lehrerbildung (Baden-Württemberg)
- Staatsinstitut für Schulqualität und Bildungsforschung (ISB Bayern)
- Akademie für Lehrerfortbildung und Personalführung (Bayern)
- Landesinstitut für Schule und Medien Berlin-Brandenburg (LISUM)
- Landesinstitut für Schule (Bremen)
- Landesinstitut für Lehrerbildung und Schulentwicklung (LI) Hamburg
- Zentrum für Lehrkräftebildung Hamburg
- Hessische Lehrkräfteakademie
- Institut für Qualitätsentwicklung Mecklenburg-Vorpommern (IQMV)
- Niedersächsisches Landesinstitut für schulische Qualitätsentwicklung (NLQ)
- Qualitäts- und UnterstützungsAgentur – Landesinstitut für Schule (NRW)
- Pädagogisches Landesinstitut Rheinland-Pfalz (PLI)
- Landesinstitut für Pädagogik und Medien (Saarland)
- Institut für Lehrerfort- und -weiterbildung (Rheinland-Pfalz und Saarland)
- Landesamt für Schule und Bildung (LaSuB) Sachsen
- Landesinstitut für Schulqualität und Lehrerbildung Sachsen-Anhalt (LISA)
- Institut für Qualitätsentwicklung an Schulen Schleswig-Holstein (IQSH)
- Thüringer Institut für Lehrerfortbildung, Lehrplanentwicklung und Medien (ThILLM)

Ein Zentrum für Lehrerbildung besteht an vielen deutschen Universitäten, um die Lehrerausbildung der I. Phase besser zu koordinieren.
In der DDR bildete an vielen Orten ein Institut für Lehrerbildung Unterstufenlehrer in der Erstausbildung aus.
Seit 1915 gab es das reichsweit tätige Zentralinstitut für Erziehung und Unterricht, das ausgehend von Preußen für viele Einrichtungen ein Vorbild gab.

### Rechtsgrundlagen
Die Lehrerbildung ist in den deutschen Bundesländern rechtlich unterschiedlich geregelt. Zum größeren Teil gibt es Lehrerbildungsgesetze, teilweise werden auf dieser Grundlage zusätzliche Verordnungen erlassen.

#### Rechtsgrundlagen am Beispiel Bayerns
- Bayerisches Lehrerbildungsgesetz (BayLBG)
- Lehramtsprüfungsordnung I (LPO I) und Lehramtsprüfungsordnung II (LPO II)
- Zulassungs- und Ausbildungsordnungen für die jeweiligen Lehrämter
  - Zulassungs- und Ausbildungsordnung für das Lehramt an Grundschulen und das Lehramt an Hauptschulen (ZALGH)
  - Zulassungs- und Ausbildungsordnung für das Lehramt an Sonderschulen (ZALS)
  - Zulassungs- und Ausbildungsordnung für das Lehramt an Realschulen (ZALR)
  - Zulassungs- und Ausbildungsordnung für das Lehramt an Gymnasien (ZALG)
  - Zulassungs- und Ausbildungsordnung für das Lehramt an beruflichen Schulen (ZALB)
- Die Verpflichtung zur Fortbildung ist in Art. 20 Abs. 2 BayLBG geregelt. Sie gilt als erfüllt, wenn Fortbildung im Zeitumfang von zwölf Fortbildungstagen innerhalb von vier Jahren nachgewiesen ist. Einem Fortbildungstag ist ein Richtwert von jeweils etwa 5 Stunden à 60 Minuten zugrunde zu legen. Für die Erfüllung der persönlichen Fortbildungsverpflichtung können Veranstaltungen auf allen Ebenen der staatlichen Fortbildung oder auch Veranstaltungen sog. externer Anbieter besucht und eingebracht werden. In die Belegverpflichtung ist mindestens ein Drittel des Gesamtumfangs als schulinterne Lehrerfortbildung einzubringen.[4]

## Einzelbelege
1. ↑  kmk.org
2. ↑  Die Unterscheidung von Fort- und Weiterbildung im genannten Sinne ist nicht einheitlich
3. ↑  Landesinstitute. Abgerufen am 10. Mai 2022.
4. ↑  Angebote und Verpflichtung. Abgerufen am 20. Juli 2020.